# Baal (démon)

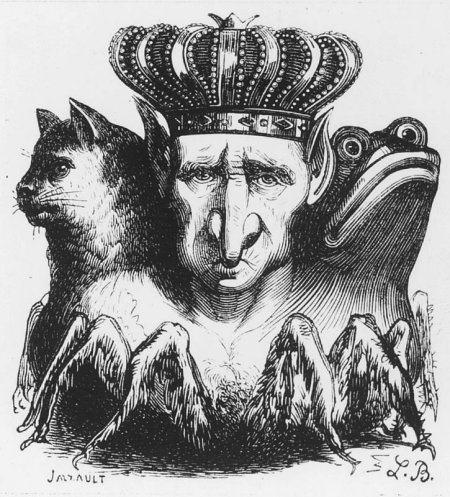
Ilustrace - Dictionnaire Infernal

Baal nebo Bael či Baell se objevuje v goetických okultních spisech ze 17. století, jako jeden ze sedmi princů pekla. Jméno je vzato z kanaánského božstva Baal, který je zmíněn v hebrejské bibli, jako hlavní bůh Féničanů. 
Zatímco jeho semitský protějšek je líčen jako muž nebo býk, démon Baal je v grimoáru líčen jako forma muže, kočky, ropuchy nebo jejich kombinace. Louis Le Breton na ilustraci v knize Dictionnaire Infernal z roku 1863 umístil hlavy tří tvorů na pavoučí nohy.
Podle Goetie má pod sebou 66 legií démonů. Je spojen s 0–4 stupněm Berana, 21.–25. (či 30.) březnem, v tarotu s dvěma holemi, s černou barvou, kapradím, Sluncem, železem či zlatem, s živlem ohně. Je to démon působící přes den.